# Tom Norman
Tom Norman, nacido Thomas Noakes (7 de mayo de 1860 – 24 de agosto de 1930), fue un inglés empresario, showman y el último exhibidor de Joseph Merrick, conocido como el "Hombre Elefante". Entre sus exhibiciones se encontró una troupe de enanos, un "Hombre en trance", "John Chambers el carpintero sin brazos", y "la mujer más fea del mundo".
Norman empezó su vida laboral como carnicero en Sussex antes de mudarse a Londres a la edad de catorce años buscando iniciar una carrera en el mundo del music hall. Allí, se interesó en los espectáculos de rarezas a los que asistía en su tiempo libre. Después de ver una exhibición llamada "La dama eléctrica" al lado de su lugar de trabajo, negoció con el director de la exhibición y empezó su carrera como showman de rarezas humanas. Pronto fue un éxito, tanto para su patrocinador como para sus exhibiciones, y fue llamado el 'Rey de Plata' por el showman estadounidense P. T. Barnum.
En 1884, Norman asumió la administración de Joseph Merrick, conocido como el "Hombre Elefante", y le exhibió varias semanas hasta que la policía cerró el espectáculo. Merrick luego se fue a vivir en el London Hospital bajo el cuidado de Frederick Treves. En sus memorias de 1923, Treves retrató a Norman como un borracho cruel que explotó implacablemente a sus patrocinados. Norman refutó esta caracterización y dijo que había proporcionado a Merrick (y sus otros "fenómenos") un medio de ganar dinero independientemente. Norman continuó una carrera exitosa como showman y más tarde se convirtió en subastador de espectáculos y circos. 
Norman murió en 1930 y fue sobrevivido por su mujer y sus diez hijos, cinco de los cuales le siguieron en el negocio del espectáculo.

### Primeros años
Norman nació como Thomas Noakes el 7 de mayo de 1860 en Dallington, Sussex. Era el mayor de los diecisiete hijos de Thomas Noakes, un carnicero y labrador, y su esposa Eliza (de soltera, Haiselden).
Norman fue introducido al negocio de su padre a edad temprana y dejó la escuela a los doce años para trabajar en la carnicería familiar. Dos años más tarde decidió trasladarse a la capital para iniciar una carrera como artista. No tuvo éxito y al poco, buscó trabajo como ayudante en una carnicería. Un entusiasta apostador, Norman se mudó a Berkshire donde se empleó como apostador profesional en el Hipódromo de Ascot. Terminó sin un centavo y regresó a la carnicería en Londres, donde se interesó por el espectáculo de rarezas.

### Novedades
Después de su desastrosa aventura en Berkshire, Norman regresó a la carnicería, y, un día, vio las "novedades" en un penny gaff al lado de su lugar de trabajo en Islington. Allí, Mademoiselle Electra, "La Única Dama Eléctrica — Una dama nacida llena de electricidad" daba a los miembros de la audiencia una descarga eléctrica a través de un apretón de manos. Norman quedó impresionado con la exhibición, se dio cuenta de su lucrativo potencial, y dejó su trabajo para negociar con el promotor de Mlle Electra. Rápidamente descubrió que Electra era una farsante discretamente conectada a un suministro de electricidad.
Cuando Mlle Electra fue exhibida en la feria de Kingston, Norman consideró que estaría mejor trabajando solo, y presentó exitosamente a su propia "Dama Eléctrica" en Hammersmith. Aprendió que sus habilidades como animador eran tan importantes para el éxito como las novedades que exhibía. En algún momento, cambió su nombre de nacimiento a Tom Norman, y renunció a su herencia. Según los biógrafos de Joseph Merrick Michael Howell y Peter Ford, Norman pudo haber cambiado su nombre para evitar avergonzar a su familia por sus "desagradables" conexiones con circos y parques de atracciones.
En los años siguientes, las exhibiciones ambulantes de Norman presentaron a Eliza Jenkins, la "Mujer Esqueleto", un "bebé con cabeza de globo" (probablemente aquejado de hidrocefalia) y una mujer que decapitaba de un mordisco ratas vivas— el "espectáculo más espantoso" que Norman reclamó haber visto. Otros actos incluían pulgas equilibristas, señoras gordas, gigantes, enanos y marineros blancos retirados, pintados de negro y hablando en una lengua inventada, anunciados como "salvajes zulúes". Mostró una "familia de enanos" que en realidad estaba compuesta por dos hombres, uno disfrazado de mujer, y un bebé prestado. Operó varias tiendas en Londres y Nottingham, y exhibió espectáculos ambulantes por todo el país. En 1882, Norman ofreció un espectáculo en la Royal Agricultural Hall de Islington. Sin él saberlo, al espectáculo asistió el célebre showman estadounidense P. T. Barnum. Norman falsamente reclamó a su audiencia, como a menudo había hecho antes, que su espectáculo había sido reservado para aparecer en el celebrado 'Greatest Show on Earth' de Barnum. A Barnum le pareció muy divertido y después, viendo el collar de plata que Norman lucía y notando su don para la oratoria y la charlatanería, le bautizó como 'Rey de Plata'. Con trece tiendas solo en Londres, Norman se encontró con una escasez de curiosidades y viajó por el país en busca de actos nuevos, atrayendo rarezas humanas a su empleo con promesas de salarios generosos.

### El Hombre elefante

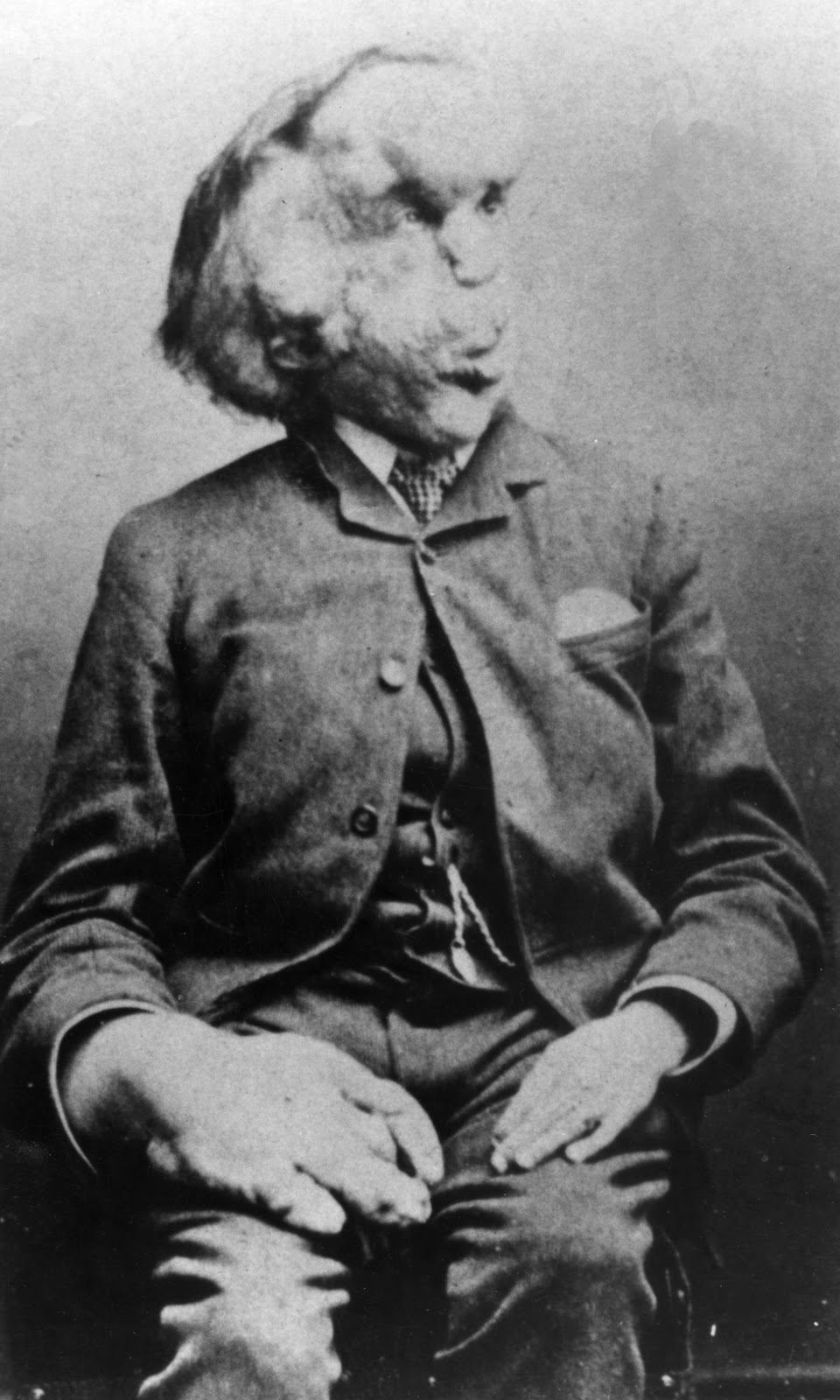
Joseph Merrick a quien Norman patrocinó como curiosidad.

En 1884, Norman conoció a Joseph Merrick, un hombre joven de Leicester con deformidades extremas. Incapaz de encontrar trabajo debido a su aspecto físico, Merrick acabó en la Leicester workhouse por cuatro años. En 1884 dejó la workhouse y se puso al cargo de la sala musical propiedad de Sam Torr y J. Ellis, y del showman ambulante 'Litle George' Hitchcock. En conjunto, presentaron a Merrick como "El Hombre Elefante, medio hombre y medio elefante". Pronto se dieron cuenta de que no serían capaces de mostrar a Merrick demasiado tiempo en el mismo lugar, por miedo a que la novedad se desvaneciera, y a finales del mismo 1884, Hitchcock contactó con Norman, un conocido suyo, para transferirle la administración del Hombre Elefante.
Merrick llegó a Londres al cuidado de Norman. Inicialmente impresionado por el aspecto de Merrick y reticente de mostrarle, decidió exhibirle en el penique gaff de su tienda en 123 Whitechapel Road, justo enfrente del London Hospital. Debido a su cercanía, la tienda recibió muchos doctores y estudiantes médicos como visitantes. Uno de ellos fue el cirujano Frederick Treves quién arregló para llevar a Merrick al hospital para ser examinado. Según la autobiografía de Norman, Merrick fue al hospital "dos o tres" veces, pero después se negó a ir más, porque los exámenes le hicieron sentir "como un animal en un mercado de ganado".
La exhibición del Hombre Elefante era razonablemente exitosa, particularmente con los ingresos añadidos de la venta a la salida del folleto impreso sobre la vida y condición de Merrick. Por entonces, aun así, la opinión pública británica sobre los espectáculos de rarezas empezaba a cambiar y la exhibición de novedades humanas empezaba a ser vista como desagradable. Después de solo unas cuantas semanas con Norman, la exposición del Hombre Elefante fue cerrada por la policía, y Norman y Merrick separaron sus vidas. Treves más tarde arregló para que Merrick viviera en el London Hospital hasta su muerte en 1890. En las memorias de Treves publicadas en 1923, The Elephant Man and Other Reminiscences Norman fue retratado como un borracho que explotó cruelmente a Merrick. Norman contrarrestó estas reclamaciones en una carta pública en el periódico World's Fair, así como en su propia autobiografía. La opinión de Norman era que proporcionó a Merrick (y sus otros fenómenos) una forma de ganarse la vida y ser independiente, pero que al ingresar en el London Hospital, Merrick seguía siendo un fenómeno en exhibición, solo que sin tener el control sobre cómo o cuándo ser visto. El personaje de Bytes, interpretado por Freddie Jones en la película de 1980 El Hombre Elefante, está basado en Norman.

### Vida posterior
Norman continuó como showman ambulante los siguientes diez años después de su encuentro con Joseph Merrick, y exhibió, entre otros, una troupe de enanos, un 'Hombre en trance', 'John Chambers el carpintero sin brazos' y a la ' Mujer más fea del Mundo'. En 1893, anunció que se iba a Chicago y puso sus bienes en venta, pero al final, nunca se fue. Se involucró en el Movimiento por la Templanza y fue vicepresidente de la Asociación de Protección Van Dwellers (más tarde convertida en la Showmen's Guild of Great Britain). Se convirtió en subastador circense, subastando espectáculos de curiosidades y circos y según Vanity Fair, presidió más ventas de este tipo que ningún otro. Norman se casó con la intérprete de teatro Amy Rayner en 1896, y tuvieron seis hijos y cuatro hijas. La familia se mudó a Croydon, y Norman se jubiló, vendiendo algunas de sus tiendas. En 1905 vendió el zoológico y efectos circenses del showman "Lord" George Sanger, un logro que Norman denominó "el punto culminante de mi vida en lo que respecta al negocio de subastas". Retornó en 1919 con la exhibición de 'Phoebe la Chica Extraña' en Birmingham y Margate.

### Años finales y fallecimiento
Norman murió de cáncer de garganta el 24 de agosto de 1930 en el Croydon Hospital, a los 70 años. Cinco de sus hijos le siguieron en carreras de circo: George y Arthur Norman fueron payasos de circo mientras Tom y Jim Norman trabajaron en parques de atracciones. Ralph Van Norman (conocido profesionalmente como Hal Denver) fue intérprete en un espectáculo ambulante del Salvaje Oeste, apareciendo por toda Europa y los Estados Unidos.